# Jeff Moturi
Zuriel Jeffrey Moturi (né le 4 avril 1986 à Irving au Texas) est un joueur américain de football américain évoluant au poste de wide receiver. Il joue actuellement pour les Cowboys de Dallas.
Moturi fait ses études et joue pour les UTEP Miners. Il est placé sur la liste du draft de la NFL de 2010 mais il n'est drafté dans aucune franchise. Il signe d'abord un contrat avec les Packers de Green Bay le 24 avril 2010. Mais des blessures viennent perturber sa saison ; il est mis sur la liste des joueurs blessés le 5 août 2010 et libéré neuf jours plus tard pour cause de blessure.
Il retrouve une équipe le 7 décembre 2010 en signant pour les Bears de Chicago, intégrant l'équipe d'entraînement mais il n'est pas gardé et libéré le 21 décembre.
Le 29 décembre, il signe avec la réserve des Cowboys de Dallas mais il est intégré dans l'équipe professionnelle quelque temps après.